# جيم روبنسون (سائق سباق)
جيم روبنسون (بالإنجليزية: James Robinson) هو سائق سباق أمريكي، ولد في 28 يناير 1946 في Sun Valley, Los Angeles ‏ في الولايات المتحدة، وتوفي بنفس المكان في 28 ديسمبر 1995.

## وصلات خارجية
- جيم روبنسون على موقع Racing-Reference.info (الإنجليزية)